# Tälerdörfer
Als Tälerdörfer werden die an der Roda und ihren oberen Zuflüssen gelegene Orte bezeichnet. Das Gebiet der Tälerdörfer befindet sich in Ostthüringen. Es liegt im Südosten des Saale-Holzland-Kreises reicht aber etwas in Nachbarkreise hinein. Diese Orte sind
- die Orte entlang der Roda (stromaufwärts):
  - Waltersdorf
  - Erdmannsdorf
  - Lippersdorf
  - Ottendorf
  - Kleinebersdorf
  - Renthendorf
  - Ottmannsdorf (Gemeinde Triptis im Saale-Orla-Kreis)

- die Orte im Tal des Weißbaches und seinen Nebentälern, die sogenannten Seitentäler:
  - Weißbach
  - Rattelsdorf
  - Bremsnitz
  - Karlsdorf
  - Burkersdorf (Gemeinde Triptis im Saale-Orla-Kreis)
  - Pillingsdorf  (Gemeinde Triptis im Saale-Orla-Kreis)

- sowie die Orte in den weiteren Nebentälern des oberen Rodatals:
  - Eineborn
  - Tautendorf
  - Hellborn (Gemeinde Renthendorf)
  - Schwarzbach (Landkreis Greiz)

Die Tälerdörfer werden charakterisiert durch ihre typische Siedlungsstruktur entlang des jeweiligen Baches und die dadurch entstehende Länge der Orte. Außerdem werden die Orte gekennzeichnet durch die vielen erhaltenen Fachwerkhäuser und Hofstrukturen.